# 小行星3456
小行星3456（3456 Etiennemarey）是一颗绕太阳运转的小行星，为主小行星带小行星。该小行星于1985年9月5日发现。

## 轨道参数
小行星3456的轨道半长轴为2.1645531 UA，离心率为0.016。